# Ruta Provincial 20 (Catamarca)
La Ruta Provincial 20 es una carretera pavimentada de unos 40 km, que se encuentra en el sudeste de la provincia de Catamarca, conecta la ciudad de Recreo con las localidades del Gran Recreo, (Palo Cruz, Esquiú) y fuera de él con la localidad de La Guardia.
Presenta una topografía de tipo llana entre los 220 y 300 m s. n. m. con algunas subidas y bajadas suaves.

## Historia
Antiguamente era un camino de tierra que se lo usaba para ir en carretas hasta la ciudad de Catamarca o viceversa para llegar a la ciudad de Recreo y tomar el tren dirigiéndose a otras ciudades. Luego en la década de los 80' se asfaltó esta ruta.

## Localidades
Las ciudades y pueblos por los que pasa esta ruta son los siguientes.
- Ciudad de Recreo
- Paraje de Palo Cruz
- Localidad de Esquiú
- Localidad de La Guardia